# NGC 7397
NGC 7397 (другие обозначения — PGC 69904, MCG 0-58-8, ZWG 379.11) — галактика в созвездии Рыбы.
Этот объект входит в число перечисленных в оригинальной редакции «Нового общего каталога».